# Андерсон, Кевин Б.
Кевин Б. Андерсон (Kevin B. Anderson; род. 1948) — американский социолог, специалист по политической и социальной теории. Доктор философии (1983), заслуженный профессор Калифорнийского университета в Санта-Барбаре, прежде профессор Университета Пердью и Northern Illinois University. Лауреат Премии Эриха Фромма (Erich Fromm Prize, 2000).

## Биография
Вырос в Нью-Йоркской агломерации; поступил в коннектикутский Тринити-колледж, окончит его как бакалавр истории (1970). В 1983 году получил степень доктора философии по социологии в Городском университете Нью-Йорка, там же получил степень магистра.
Сторонник марксистского гуманизма, ученик Р. Дунаевской.
Четверть века прожил в регионе Чикаго, преподавал в Northern Illinois University и Университете Пердью (с 2002), и там и там являлся профессором. С 2009 года преподает на кафедре социологии Калифорнийского университета в Санта-Барбаре, ныне заслуженный профессор. Принимает участие в Marx-Engels-Gesamtausgabe.
Регулярно пишет для New Politics, The International Marxist-Humanist, Jacobin.

## Работы
- Lenin, Hegel, and Western Marxism (University of Illinois Press, 1995; also Chinese-Turkish-Japanese)
- Foucault and the Iranian Revolution: Gender and the Seductions of Islamism (with Janet Afary[англ.], University of Chicago Press, 2005; also Turkish-Portuguese)
- Marx at the Margins: On Nationalism, Ethnicity, and Non-Western Societies (University of Chicago Press, 2010/2016; also French-Japanese-Turkish-Persian-Arabic) {Рецензии: International Socialist Review[англ.], Barry Healy}
- Редактор Rosa Luxemburg Reader (with Peter Hudis, 2004) и Dunayevskaya-Marcuse-Fromm Correspondence (with Russell Rockwell, 2012).
- Internationalism Today — Ukraine: Democratic Aspirations ?and Inter-imperialist Rivalry

### Переводы на русский
- Ленин: переоткрытие и живучесть диалектики в философии и мировой политике // Спільне, 20.04.2020.